# Drosophila cuauhtemoci
Drosophila cuauhtemoci este o specie de muște din genul Drosophila, familia Drosophilidae, descrisă de Felix și Theodosius Grigorievich Dobzhansky în anul 1976. Conform Catalogue of Life specia Drosophila cuauhtemoci nu are subspecii cunoscute.